# آبشار اینگا
آبشار اینگا (به لاتین: Inga Falls) یک آبشار در جمهوری دموکراتیک کنگو است که در Matadi واقع شده‌است.